# Acalypha stenoloba
Acalypha stenoloba är en törelväxtart som beskrevs av Johannes Müller Argoviensis. Acalypha stenoloba ingår i släktet akalyfor, och familjen törelväxter. Inga underarter finns listade i Catalogue of Life.